# Parklaan (Haarlem)
De Parklaan is een straat en voormalige gracht in het centrum van de Noord-Hollandse stad Haarlem. In verband met de demping werd in 1867 de naam Parklaan aangenomen. Daarvóór werd de gracht Achter Nieuwe Gracht en Tweede Nieuwe Gracht genoemd.

## Geschiedenis
De Achter Nieuwe Gracht werd samen met de Nieuwe Gracht aangelegd zoals voorzien in plan Nieuwstad, de aanleg van de huidige Stationsbuurt in Haarlem. De Achter Nieuwe Gracht kwam daarbij achter de Nieuwe Gracht te liggen vanuit de binnenstad gezien. Echter had de Achter Nieuwe Gracht sinds de aanleg nooit goed gestalte gekregen door bebouwing van enige omvang, waarna besloten werd om de gracht in 1869 te dempen.
Op de plek waar de gracht uitmondde in het Spaarne, tussen de Hooimarkt en Friese Varkenmarkt, werd de gracht overspannen door de Friesche Brug. Ook lagen er bruggen in de Kruis- en Jansweg.

### Herinrichting tot Parklaan
Bij de demping werd de gracht hernoemd tot Parklaan, met het oog op de nieuwe inrichting van de straat. Jan David Zocher jr. was verantwoordelijk geweest voor de aanleg van de parkfunctie van De Bolwerken en het Kenau- en Ripperdapark en in 1839 had hij het idee al geopperd om deze groene gebieden te verbinden door middel van een groene gordel rondom Nieuwstad. De gedempte gracht leende zich hier goed voor. Zijn zoon, Louis Paul Zocher, maakte het ontwerp hiervoor af. Hij vond hiervoor onder meer inspiratie in de Duitse stad Krefeld, waar groene boulevards (de Nord-, Ost-, Süd- en Westwall) waren aangelegd. Stadsarchitect Jacob van den Arend bezocht die op Zochers advies. Uiteindelijk werden er slechts enkele statige gebouwen zoals herenhuizen gerealiseerd. Door de toenemende ruimtevraag voor verkeer boette tevens het groen steeds meer aan ruimte in. In de jaren '60 werd de Parklaan geheel opnieuw ingericht tot een smallere groenstrook met aan weerszijden een rijbaan van asfalt, waarbij op sommige plekken ook parkeerplaatsen in het middengedeelte werden aangelegd.